# 5 cm Granatwerfer 36
El 5 cm leichter Granatwerfer 36 (5 cm leGrW 36) era un mortero ligero alemán empleado durante la Segunda Guerra Mundial. 

## Historia
El mortero fue desarrollado en 1934 por la Rheinmetall-Borsig AG, entrando en servicio en 1936. Su papel inicial era atacar bolsones de resistencia que estaban fuera del alcance de una granada de mano. Hasta 1938, empleaba una compleja mira telescópica. Para 1941, el Granatwerfer 36 era visto como demasiado complejo para su papel. Disparaba un proyectil demasiado ligero y su alcance era demasiado corto. Era empleado como mortero de pelotón y operado por un equipo de tres hombres. Su producción cesó en 1941. Para 1942, había sido gradualmente retirado de las unidades de primera línea. Sin embargo, continuó en servicio con unidades de segunda línea y de fortaleza hasta 1945. Se produjo un total de 22.112.000 proyectiles de 50 mm desde 1939 hasta 1943. Conforme los lotes de proyectiles de 50 mm se iban agotando entre 1944 y 1945, los alemanes frecuentemente empleaban morteros de 50 mm franceses y soviéticos capturados. El mortero de 50 mm continuó siendo popular durante la guerra, simplemente porque era fácil de transportar por dos hombres y le ofrecía a la infantería un mayor alcance y potencia que cualquier otra arma disponible a nivel de escuadra o de sección.    

## Usuarios
- Alemania nazi
- Reino de Hungría[6]
- República Eslovaca (1939-1945)